# Hagenhufendorf

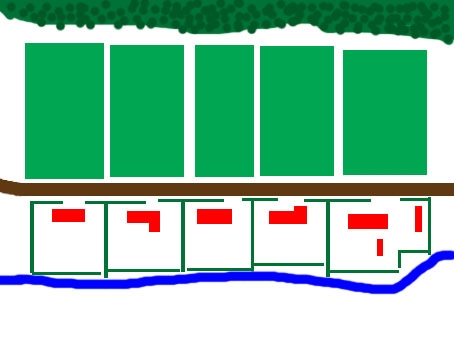
Hagenhufendorf

Ein Hagenhufendorf oder Bachhufendorf, auch Hagenhufensiedlung bzw. Hägerhufensiedlung, ist eine langgestreckte Siedlung, ähnlich dem Reihendorf, entlang einer Straße, die parallel zu einem Bach verläuft, wobei die Straße nur einseitig bebaut wird, während auf der gegenüberliegenden Straßenseite die zu den Höfen gehörenden handtuchförmigen Ackerflächen von 20 bis 40 Morgen Größe, die Hufe, liegen. Hagenhufensiedlungen sind eine planmäßige Siedlungsform des Hochmittelalters, die aus aneinandergereihten Besitzbreitstreifen besteht. Die Hufe waren so breit wie die Hoflage und erstreckten sich oft über mehrere 100 Meter.
Der Begriff stammt wahrscheinlich aus dem Hagenrecht, das den Besitzern ein Recht auf Einhegung des zur Nutzung erhaltenen Grunds und Bodens gewährt. Noch weiter geht das Hägerrecht, das für die Hägerhufensiedlungen gilt. Hier gibt es einen Hägerjunker und besondere Hägergerichte.
Die eingehagten Grundstücke dienen als Bauerngarten und zur Kleintierhaltung. Der rückwärtig angrenzende Bach liefert das nötige Wasser. Durch diese Art der Siedlung entstanden langgezogene Straßendörfer wie Auhagen, Wiedensahl, Obershagen, Isernhagen, Kathrinhagen oder Rodewald in Niedersachsen. Hagenhufensiedlungen gab es vom Taunus bis nach Vorpommern. Die Hägerhufensiedlungsgründungen beschränken sich auf einen Raum im Bereich vom Weserbergland über das Leinebergland bis hin zum Lipperland.

## Entstehung
Die Hagenhufendörfer entstanden vorwiegend im 13. Jahrhundert durch geplante Besiedlung von Waldgebieten mit dem Ziel der Urbarmachung des Landes. Diese Dörfer haben einen Lokator mit einer Doppelhufe. Die Hägerhufensiedlungen gehen auf den Eschershäuser Vertrag aus dem 12. Jahrhundert zurück und hatten keine Doppelhufe und keinen Lokator, dafür aber ein besonderes Hägerrecht.

## Verbreitung
Hagenhufendörfer sind besonders im Bereich der Börde verbreitet. Bekannteste Region mit einer Vielzahl an solchen Dörfern ist die Region um Stadthagen, das selber als geplante Stadt inmitten der zu besiedelnden Ebene zwischen Schaumburger Wald und Bückeberg gegründet wurde. Die Hägerhufensiedlungen der Ithbörde sind heute in der Landschaft nicht mehr zu erkennen. 